# Constantin Bobulescu
Constantin Bobulescu (n. 8 mai 1882, Vlădiceni, Iași - 1 decembrie 1958, București) a fost un istoric și preot român. În perioada 1896-1903 a fost elev al Seminarului de la Roman și București, urmând ca studiile superioare să le parcurgă la București, în cadrul Facultății de Teologie între anii 1903-1907. După absolvire va deveni diacon, iar mai apoi preot la Iași (1908-1922), pentru ca din 1922 să fie transferat la București, unde va sluji ca preot la Biserica Sf. Nicolae Tabacu până la moartea sa, în anul 1958. 
Pe lângă misiunea spirituală pe care a îndeplinit-o de-a lungul vieții, Constantin Bobulescu a fost un adept al cercetărilor îndreptate înspre studierea trecutului Moldovei, cercetări care se vor concretiza într-o serie de lucrări referitoare la istoria culturală a Moldovei, la istoria lăcașurilor de cult, a monumetelor, a unor locuri și familii vechi moldovenești. Mai mult decât atât, Constantin Bobulescu s-a dovedit a fi un mare colecționar de izvoare istorice scrise (inscripții și documente) care surprindeau trecutul unor monumente din Iași, dar și din jurul orașului, cu o vechime foarte mare.

## Publicații
- Lăutarii noștiri. Din trecutul lor. Schiță istorică asupra muzicii noastre naționale, corale, cum și asupra altor feluri de muzici. București, 1922, 184p.,
- Schiță istorică asupra satelor Crucea de Sus și Crucea de Jos, cu bisericile lor, și asupra schitului Brazi și Moșinoaiele.  București, 1926, 86 p.;
- Cronica bisericii Sf. Ecaterina”din București (1577- 1924).  București, 1927, 88 p.;
- Neamul Holbăneștilor. cu aI episcopului Gherasim Clipa-Barbovschi si arhimandritul Sofronie Barbovschi predicatorul, în RSIAB, XIX, 1929, p. 1-144 (și extras, Chisinău, 1929);
- Fețe bisericești în războaie, răzvrătiri și revoluții, în RSIAB.  XX, 1930, p. 1 - 115 (și extras, Chisinău. 1930, VI + 118 p.);
- O viață trăită viața de paraclise, în RSIAB, XXII, 1932, p. 3-168 (și extras, Chisinău, 1932),
- Din viața mitroploitului Veniamin Costachi. Neamul, copilăria, tinerețea și  episcopatul în RSIAB, XXIII, 1933, p. 1-160 (și extras, Chisinău, 1933);
- Pentru pomenirea lui Alexandru cel Bun..., în RSIAB, XXIV, 1934, p. 1 -76 (și extras, Chisinău, 1934);
- Lăutari și hori în pictura bisericilor noastre, București, 1940, 80 p.;
- Vieți de zugravi (1657-1765) și autobiografia lui Ghenadie Pârvulescu arhimandritul, în AR, V, 1940, p. 103 - 156 (și extras, București, 1940,54 p.);
- Pocrovuî, în RIB, an. I, 1943, nr. 1, p. 53-81 și nr. 2, p. 18-51 (și extras, Craiova, 1943, 66 p.);
- Sihăstrii și schituri de pe valea Trotușului, în AR, X, 1946, p. 281-339 (și extras, 60 p.);
- “Sihăstria Dărmăneștilor” de sub muntele Lapoș  cu hramul Sf. Troițe sau “Schitul Lapoș" în BOR, an.  LXIV, 1946, nr. 7 -9, p. 398-424 etc.